# The Three Doctors
The Three Doctors (Les Trois Docteurs) est le soixante-cinquième épisode de la première série de la série télévisée britannique de science-fiction Doctor Who, diffusée pour la première fois en quatre parties hebdomadaires du 30 décembre 1972 au 20 janvier 1973. Créé afin de célébrer les dix ans de la série, il montre pour la première fois à l'écran trois acteurs ayant joué le Docteur, incarnant des itérations du même personnage.

## Accroche
Face à une menace qui risque de détruire le temps lui-même, les Seigneurs du Temps ne peuvent plus venir en aide au Docteur. Ils décident alors de laisser ses incarnations passées l'aider.

## Distribution
- Jon Pertwee — Le 3e Docteur
- Patrick Troughton — Le 2e Docteur
- William Hartnell — Le 1er Docteur
- Katy Manning — Jo Grant
- Nicholas Courtney — Brigadier Lethbridge-Stewart
- John Levene — Sergent Benton
- Stephen Thorne – Omega
- Roy Purcell – Président
- Clyde Pollitt – Chancelier
- Graham Leaman – Un Seigneur du Temps
- Rex Robinson – Dr Tyler
- Laurie Webb – Ollis
- Patricia Prior – Mrs. Ollis
- Denys Palmer – Caporal Palmer

## Résumé
Un signal superluminal est envoyé sur Terre, amenant une sorte de masse d'énergie qui tente de capturer le Docteur et semble faire disparaître les objets et les personnes qu'il touche (un scientifique, le Dr Tyler et un garde chasse disparaissent ainsi). Au même moment les Seigneurs du temps font face à un trou noir qui semble drainer le temps lui-même. Face à cette attaque qui pompe toute leur énergie, un des Seigneurs décide de briser la « première loi » du temps, en autorisant le Docteur à recevoir de l'aide de la part d'une de ses incarnations passées. Après avoir mis en relation le deuxième et le troisième Docteur, les Seigneurs du temps constatent qu'ils se chamaillent constamment et envoient sa première incarnation pour superviser le tout. Hélas, celui-ci se retrouve coincé dans un traquenard temporel et, ne pouvant se matérialiser, communique seulement par écran interposé. Il suggère toutefois que la masse énergétique est un « pont » qui est fait pour relier la Terre à une autre réalité. 
Le Troisième Docteur se jette dans la masse énergétique, accompagné par Jo, et ils arrivent dans un univers d'antimatière où ils retrouvent tout ce que la chose semblait avoir « avalé », dont le Dr Tyler et Mr. Ollis. Alors que le troisième fait son enquête, le deuxième Docteur tente de combattre au côté du Brigadier Lethbridge-Stewart et de Benton et d'analyser les créatures restées dans le quartier général de UNIT. Le troisième docteur fait la rencontre d'Omega, un Seigneur du temps depuis longtemps tenu pour mort. 
Le premier Docteur suggère au second de relâcher le champ de force du Tardis, qui le protège, ce qui a pour effet de projeter l'intégralité du quartier général de UNIT dans l'univers d'antimatière. 
Autrefois ingénieur dans la création de supernova pour alimenter le monde des Seigneurs du temps, Omega fut porté disparu à la suite d'une explosion l'ayant transporté dans l'univers d'antimatière. Devenu capable de transformer l'antimatière en objets physiques, il ne peut s'échapper du trou noir. Son désir de vengeance le pousse à tenter de détruire l'univers afin de se venger des Seigneurs du temps. Le 3e et le 2e Docteur ne tardent pas à découvrir qu'Omega n'a plus de corps physique mais qu'il ne vit plus que par la force de sa volonté. Celui-ci exige à ce que les Docteurs partagent son exil. 
En échange du retour des Terriens dans leur univers, les Docteur acceptent. Ils offrent à Omega le générateur de bouclier, dans lequel la flûte à bec du second Docteur s'est coincée et dont l'existence provoque la disparition de l'antimatière et la « libération » d'Omega du fait de la disparition de son univers. Les choses reviennent à leur place. Le trou noir recommence à dispenser de l'énergie aux Seigneurs du temps.
Pour avoir sauvé les Seigneurs du Temps et leur avoir donné une nouvelle source d'énergie, le troisième Docteur reçoit un nouveau circuit de dématérialisation par les Seigneurs du temps, signifiant la fin de son emprisonnement forcé sur Terre.

### Continuité
- Il est fait mention de la première loi du temps, qui empêche un même individu de se rencontrer. Ces lois peuvent être brisées par les Seigneurs du Temps.
- Les Docteurs peuvent avoir des « conférences télépathiques » avec leurs propres incarnations.
- Le Second Docteur se souvient du Brigadier et de Benton en leur assignant le rang qu'ils avaient dans The Invasion. Il fait remarquer que l'intérieur du TARDIS a été redécoré.
- Le Brigadier Lethbridge-Stewart mentionne des Yeti (The Web of Fear), des Cybermen (The Invasion) et des Autons  (Spearhead from Space).
- C'est la première fois que le Sergent Benton entre dans le TARDIS, le Docteur attend d'ailleurs à ce que celui-ci lui fasse la réflexion « c'est plus grand à l'intérieur », mais celui-ci répond avec flegme que « c'est évident ».
- La manie du second Docteur de jouer de la flûte à bec fait partie intégrante de la résolution de cet épisode. Il joue la mélodie Twinkle Twinkle Little Star qu'il avait interprétée dans The Abominable Snowmen.
- C'est la première apparition d'Omega, celle qui est à l'origine de la technologie du voyage dans le Temps sur Gallifrey.
- L'épisode marque la fin de l'exil forcé du Docteur sur Terre, issue de sa condamnation dans The War Games. Le Chancelier fait d'ailleurs partie des Seigneurs du Temps ayant procédé au procès du Docteur (volonté confirmée par le producteur Barry Letts dans les commentaires du DVD). De même Graham Leaman jouait aussi un seigneur du temps dans Colony in Space.
- On peut voir un extrait de cet épisode dans Death of the Doctor, un épisode de la série dérivée de Doctor Who, The Sarah Jane Adventures.
- Le Second Docteur propose au Brigadier des "Jelly Babies", des friandises qui seront les préférés du quatrième Docteur.